# Södermanlands runinskrifter 294
Runinskrift Sö 294 är en numera försvunnen runsten som stod i skogsområdet Hallsveden i Grödinge socken, nuvarande Botkyrka kommun. Den är känd genom Richard Dybeck, som såg och beskrev den i Sveriges runurkunder 2 år 1857: "Stenen står vid en sämre körväg, som från trakten av gården Hall löper söderut nästan genom hela skogen." Runstenen var omkring 1,80 meter hög och 0,90 meter bred. Ornamentiken var i äldre Urnesstil (Pr3).

## Inskriften
Inskriften lyder i translitterering (enligt äldre uppteckning):
[× uifastr × ... ...(i)huiþr × litu × raisa × at × ulf × faþur × sin ×]
Normaliserat:
Vifastr [ok S]igviðr letu ræisa at Ulf, faður sinn.
Översatt till nusvenska:
"Vifast och Sigvid lät resa efter Ulv, sin fader."